# Llomes del Garbinet
Les Llomes del Garbinet són unes llomes (o petites moles) de terreny àrid situades als afores de la ciutat d'Alacant (País Valencià), properes al barri de Joan XXIII, sent la de major alçada (126 metres) la Lloma o Moleta del Garbinet.
S'hi ha trobat indicis d'assentaments primitius de diverses èpoques, com certes pedres de l'Edat del Bronze i del Baix Imperi Romà, gravats rupestres amb motius geomètrics i forats per a sostenir pals o estructures. Estan catalogades com a patrimoni cultural protegit per l'ajuntament d'Alacant.
El nom de Garbinet prové de l'àrab andalusí ḡarbí, i aquest de l'àrab clàssic ḡarbī, que significa occident. D'aquesta paraula deriva en català el vent del sud-oest garbí. Garbinet per tant és el diminutiu d'aquest vent.